# Albert Brudzewski
Wojciech Brudzewski ou de Brudzewo, né le 6 avril 1445 à Brudzewo et mort vers 1497 à Vilnius, est un astronome, mathématicien, philosophe et diplomate polonais. Il fut le premier à affirmer que la Lune tournait en ellipse autour de la Terre en y montrant toujours la même face.

## Biographie
Wojciech de Brudzewo est né le 6 avril 1445 (selon son propre thème astrologique reproduit par son élève Jean Virdung de Hassfurt, Bibliothèque nationale de France : Canones concernentes nativitatem nati, ms. lat. 7350, fol. 108v-125v), à Brudzewo, près de Kalisz. Peu d'information existe sur son enfance. On sait seulement qu'à l'âge de 23 ans, il s'est inscrit à l'Académie de Cracovie, où il est resté presque toute sa vie. Il y a été recteur, administrateur des biens de l’Académie et directeur de la « Bursa Hungarorum » (« Dortoir des Hongrois »). Pendant deux décennies, il y enseignait les mathématiques et l'astronomie et il a été le premier à enseigner la théorie du mouvement planétaire. 
Wojciech de Brudzewo connaissait bien les nouvelles théories des planètes de Georg von Peuerbach (Theoricae novae planetarum) et les tables astronomiques de Regiomontanus (Tabulae directionum et profectionum). En 1482, il écrit un Commentariolum super Theoricas novas planetarum Georgii Purbachii [...] per Albertum de Brudzewo (Commentaire sur les théories nouvelles des planètes de Georg von Peuerbach, édité à Milan (Impressum Mediolani per Uldericum scinzenzeler. Anno domini. MCCCCLXXXXIIII die VIII. novembris), le 8 novembre 1494, par son élève Jan Otto de Kraceusae (Johannes Otto Germanus de Valle Uracense), réédité par le même à Milan (Impressum arte Ulderici Scinzenzeler. Anno Christi 1495 Tertio Kalendas aprilis Mediolani) le 30 mars 1495, sous le titre Comentaria utilissima in theoricis planetarum.
Dans ce chef-d'œuvre, donc le Commentariolum (1482), Wojciech de Brudzewo conteste la théorie alors largement acceptée des orbites excentriques, des épicycles et des équants. Bien que cet auteur fût partisan du géocentrisme, ses vues ont fait progresser la représentation héliocentrique de l'univers. Ses doutes et ses remarques critiques au sujet du système des excentriques et des épicycles ont en effet contribué à instaurer après 1482, dans l'enseignement de l'Université de Cracovie, un climat de critique et de méfiance à l'égard de l'astronomie scolastique et du système géocentrique imaginé par Ptolémée. Wojciech de Brudzewo a été le premier à affirmer que la Lune se déplace suivant une ellipse et montre toujours la même face à la Terre. C'est dans cette ambiance qu'étudia Nicolas Copernic, inscrit à l'Académie en 1491.
Outre Copernic, on trouve, parmi les étudiants de Wojciech de Brudzewo, le mathématicien et cartographe Bernard Wapowski (en) et le poète allemand et humaniste de la Renaissance, Conrad Celtes, qui créa à Cracovie la première société littéraire d'Europe centrale, Sodalitas Litterana Vistulana.
En 1495, à la demande du cardinal Fryderyk Jagiellończyk, Wojciech de Brudzewo s'installe à Vilnius comme secrétaire et diplomate du grand-duc de Lituanie et futur roi de Pologne Aleksander Jagiellon. L'une de ses missions les plus importantes a impliqué des négociations avec Ivan III le Grand de la Grande-principauté de Moscou. C'est à Vilnius que Wojciech a écrit son traité, Conciliator, dont l'original n'a pas encore été trouvé.
Wojciech Brudzewski est mort à Vilnius. La date exacte de sa mort n'est pas connue ; certaines sources affirment qu'il est mort à l'âge de cinquante ans.